# Erlestoke
 (septembre 2023).
Erlestoke est une paroisse civile et un village du Wiltshire, en Angleterre.